# علي مدني
علي مدني (بالفارسية: علی مدنی) هو لاعب كرة مضرب إيراني، ولد في 7 يناير 1964.

## وصلات خارجية
- علي مدني على موقع رابطة محترفي التنس (الإنجليزية)
- علي مدني على موقع الاتحاد الدولي لكرة المضرب (الإنجليزية)
- علي مدني على موقع خلاصة التنس.كوم (الإنجليزية)